# Dolpopa Sherab Gyaltsen
Dolpopa Sherab Gyaltsen o Dolpopa (Dolpo, 1292 – Jonang, 1361), maestro del budismo tibetano, autor de obras respetadas en esta tradición como el Océano del sentido definitivo (nges don rgya mtsho) y defensor del shentong (Wylieː gzhan stong). Se le conoce como el fundador de la escuela budista tibetana menor conocida como "Jonang".

## Biografía
Dolpopa Sherab Gyeltsen (dol po pa shes rab rgyal mtshan) nació en 1292 en la región de Dolpo, hoy en día situada en Nepal. En 1304 tomó los votos de novicio y comenzó el estudio de los textos de la tradición Ñingma, pero en 1309 viajó a Mustang para estudiar con Kyiton Jamyang Drakpa Gyeltsen (skyi ston 'jam dbyangs grags pa rgyal mtshan), y más adelante, en 1312 seguiría a este maestro al monasterio Sakya (sa skya), situado en la región de Tsang, en Tíbet.
En esa época recibió muchas enseñanzas de Kyiton, destacando entre ellas El tantra de Kalachakra, La trilogía del bodisatva (sems 'grel skor gsum), Los diez sutras sobre la naturaleza búdica (snying po'i mdo), Los cinco sutras del sentido definitivo y Los Cinco tratados de Maitreya.
Más tarde, Dolpopa visitó el monasterio de Jonang (jo nang dgon) y quedó realmente impresionado por la tradición de intensa meditación en la que se enfatizaba. Con el tiempo, decidió trasladarse ahí, donde recibió enseñanzas de Khetsun Jonten Gyatso (yon tan rgya mtsho, 1260-1327) e hizo retiros en los que descubrió la visión llamada «sentong» (gzhan stong), que literalmente significa «vacío de lo otro» y que a veces se traduce como «vacuidad extrínseca». En 1326 Jonten Gyatso convenció a Dolpopa de que se hiciera cargo del monasterio, aunque su deseo era permanecer en retiro. El año siguiente murió y Dolpopa decidió construir en su honor la que sería conocida como la Gran Estupa de Jonang o el Kumbum de Jonang.

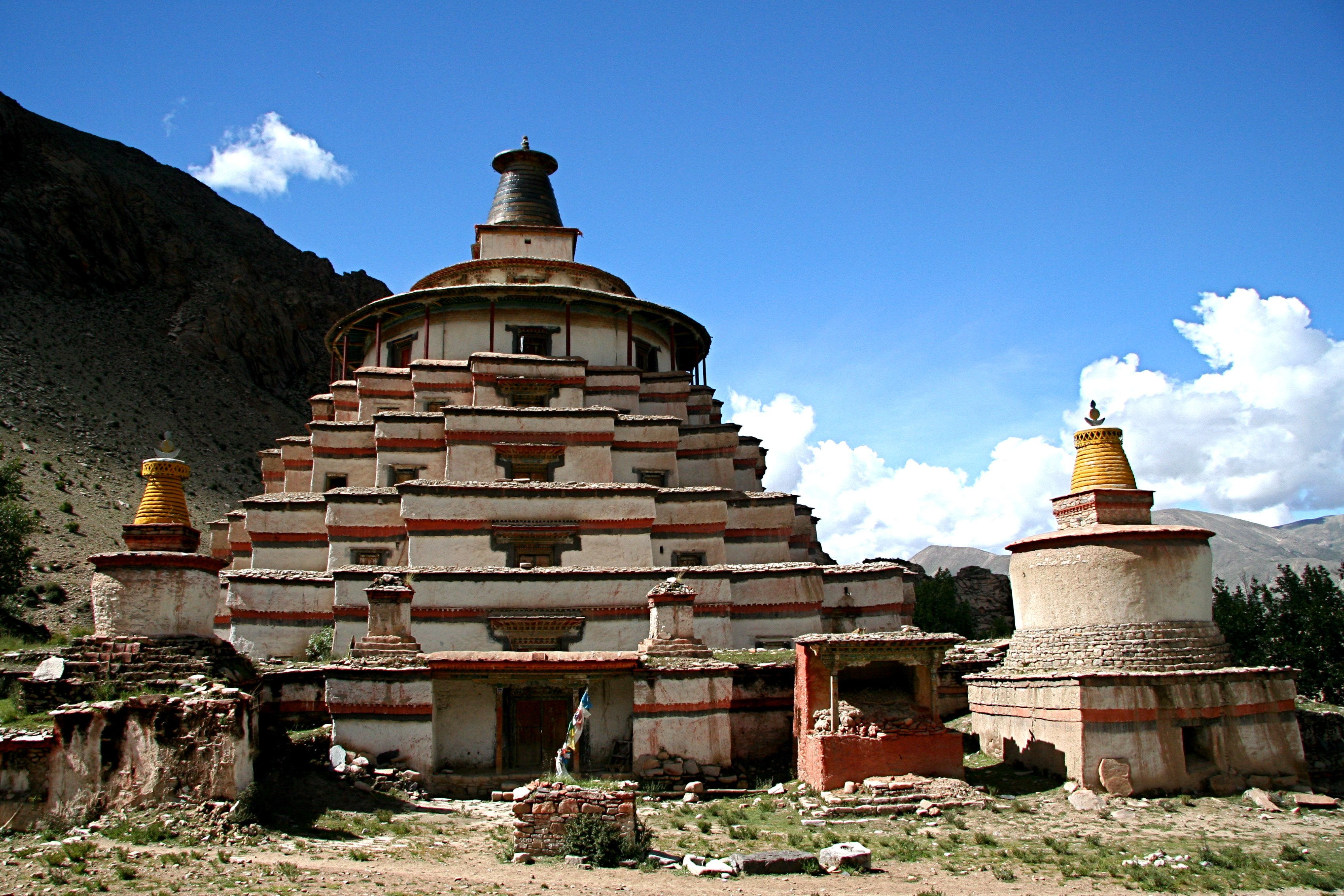
Estupa del monasterio de Jonang

En 1338 le pasó la dirección de Jonang a su discípulo, Lotsawa Lodro Pel (lo tsa ba blo gros dpal, 1313-1391). En sus últimos años alcanzó un peso considerable que le impedía viajar, pero en 1358, a la edad de 67 años, decidió peregrinar al centro de Tíbet. Viajó en barco y en palanquín, deteniéndose en diferentes monasterios para enseñar, con lo cual tardó un año en llegar a su destino. Cuando llegó a Lhasa fue recibido por un gran multitud que se alineó a lo largo del camino y le acompañaron. Durante los seis meses que permaneció en esta ciudad atrajo a tanta gente que no cabían en los edificios.
En 1360 ya estaba de vuelta en Jonang, donde volvió a entrar a retiro. Un día, a finales de 1361, Dolpopa convocó a sus discípulos más cercanos para hablar con ellos en privado. Estaba muy contento y abundaron las bromas y las risas, después se fue a dormir. A la mañana siguiente, temprano, cuando su asistente le hizo varias preguntas él no respondió, permaneció sentado con la mirada perdida dando la impresión de estar en una profunda meditación. Poco después del mediodía, cerró los ojos y sin que pareciera estar aquejado de enfermedad alguna, murió mientras meditaba. Cuando se le incineró, los hombres y mujeres que practicaban en cabañas de meditación individuales encendieron lámparas de mantequilla en los tejados, llenando con su brillo el valle entero.